# Vieux-Port
Vieux-Port ist eine Gemeinde in der Normandie in Frankreich. Sie gehört zum Département Eure, zum Arrondissement Bernay und zum Kanton Bourg-Achard.

## Geografie
Die Gemeinde liegt am südlichen und linken Ufer der Seine. Am nördlichen Ufer liegen die Gemeinden Petiville und im Nordosten Saint-Maurice-d’Ételan. Im Südosten grenzt Vieux-Port an Aizier und im Südwesten an Trouville-la-Haule.

## Bevölkerungsentwicklung
| Jahr      | 1962 | 1968 | 1975 | 1982 | 1990 | 1999 | 2004 | 2008 | 2013 |
| --------- | ---- | ---- | ---- | ---- | ---- | ---- | ---- | ---- | ---- |
| Einwohner | 86   | 76   | 66   | 56   | 42   | 58   | 62   | 61   | 51   |